# Fran Tušar
Fran Tušar, slovenski publicist, * 12. oktober 1869, Prvačina. † 18. marec 1894, Prvačina.
Obiskoval je gimnazijo v Gorici. Maturiral je leta 1892 in vpisal študij prava na Univerzi v Gradcu. Humoristične prispevke je objavljal v listih Jurij s pušo in Rogač. S članki pa je sodeloval tudi v časnikih Sloga in Soča. Ob smrti je goriška tiskarna Obizzi izdala brošuro V spomin pokojnega Franca Tušarja (1894, 11. strani).